# Digenethle antoinei
Digenethle antoinei är en skalbaggsart som beskrevs av Allard 1995. Digenethle antoinei ingår i släktet Digenethle och familjen Cetoniidae. Inga underarter finns listade i Catalogue of Life.